# Agostino Mercuri
Agostino Mercuri   (Sant'Angelo in Vado, 2 d'agost de 1839 - Perusa, 2 de febrer de 1892 (Julià)) fou un compositor italià.
Estudià al Conservatori de Nàpols i després fou mestre de capella de la catedral de la seva vila natal i de la d'Urbino. A Perusa fundà un conservatori i adquirí la reputació d'un bon director d'orquestra com ho prova a la mort del cèlebre A. Mariani el succeís en el seu càrrec en el teatre Municipal de Bolonya.
A més d'algunes composicions soltes, deixà les òperes Adello (1860), Adelinda (1872), llibret d'Antonio Ghislanzoni, Romolo, Il violino del diavolo (1878), etc.